# Janina Szepiowska
Janina Szepiowska, z domu Soroczyńska, primo voto Żuławska (ur. 18 kwietnia lub 22 października 1910 w Krakowie, zm. 18 listopada 1988 w Sanoku) – polska nauczycielka.

## Życiorys
Urodziła się 18 kwietnia lub 22 października 1910. Ukończyła Wyższe Studium Handlowe w Krakowie. Uzyskała tytuł dyplomowanej komercjalistki. Pracowała w zawodzie nauczycielki przedmiotów zawodowych od 1935 do 1978. Była zatrudniona w Zespole Szkół Ekonomicznych w Sanoku. Wykładała arytmetykę handlową, księgowość, geografię gospodarczą. Sprawowała pieczę nad spółdzielnią uczniowską, Kierowała Szkolną Kasą Oszczędności oraz Pracowniczą Kasą Zapomogowo-Pożyczkową. W szkole kierowała Podstawową Organizacją Partyjną Polskiej Zjednoczonej Partii Robotniczej.

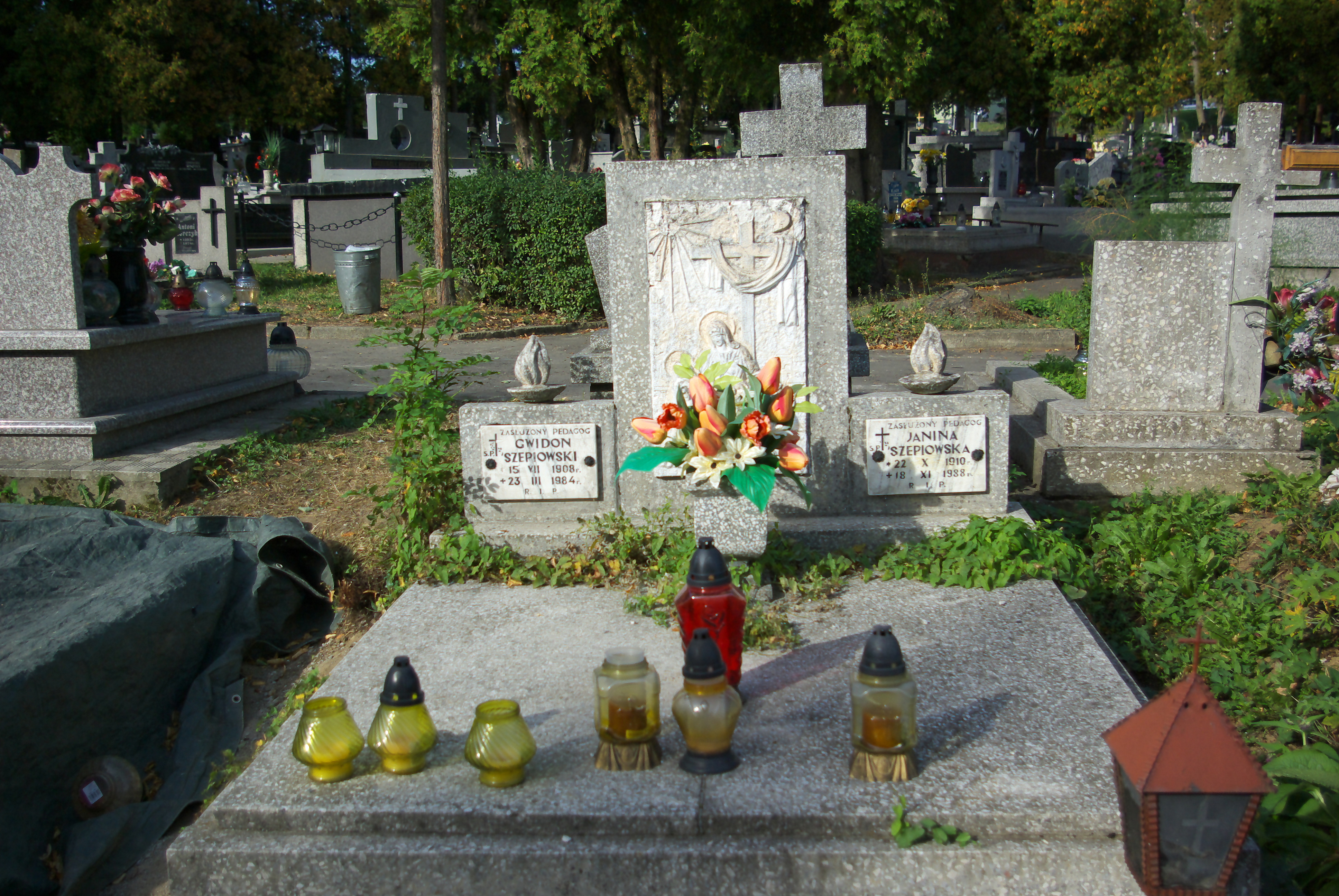
Nagrobek Gwidona i Janiny Szepiowskich na Cmentarzu Centralnym w Sanoku

Po pierwszym mężu nosiła nazwisko Żuławska, jej drugim mężem został Gwidon Gwizda Szepiowski (1908-1984, zmienił nazwisko na Szepiowski, także nauczyciel ZSE w Sanoku). Janina Szepiowska zmarła 18 listopada 1988 w szpitalu w Sanoku. Oboje zostali pochowani na nowym cmentarzu przy ul. Matejki w Sanoku.

## Odznaczenia
- Krzyż Kawalerski Orderu Odrodzenia Polski (udekorowana 16 listopada 1978 jako pierwsza nauczycielka w ZSE w Sanoku)[10]
- Srebrny Krzyż Zasługi
- Złota Odznaka ZNP
- Srebrna odznaka SKO (1961)[11]
- Dyplom Kuratora Oświaty i Wychowania w Krośnie (1976)[12]